# Agromyza alandensis
Agromyza alandensis är en tvåvingeart som beskrevs av Spencer 1976. Agromyza alandensis ingår i släktet Agromyza och familjen minerarflugor.
Artens utbredningsområde är Finland. Inga underarter finns listade i Catalogue of Life.